# Urashima pustuloides
Urashima pustuloides is een krabbensoort uit de familie van de Leucosiidae. De wetenschappelijke naam van de soort is voor het eerst geldig gepubliceerd in 1961 door Sakai.